# Ixias paluensis
Ixias paluensis är en fjärilsart som beskrevs av Martin 1914. Ixias paluensis ingår i släktet Ixias och familjen vitfjärilar. Inga underarter finns listade i Catalogue of Life.